# Rivalta (Lesignano de' Bagni)
Rivalta è una frazione del comune di Lesignano de' Bagni, in provincia di Parma.
La località dista 2,14 km dal capoluogo.

## Geografia fisica
La località sorge sulle ripide colline appenniniche a est di Lesignano de' Bagni, sulla sponda destra del torrente Masdone.

## Storia
I più antichi insediamenti umani rinvenuti nella zona di Rivalta risalgono alla media età del bronzo.
Il borgo medievale fu citato per la prima volta nel 1033, in un atto notarile.
All'epoca la zona dipendeva dalla Diocesi di Parma, che nella prima metà del XIV secolo vi fece edificare il castello difensivo.
Nel 1335 il feudo pervenne al vescovo di Parma Ugolino de' Rossi, che lo assegnò a Michele Pagano da Marchesella; quest'ultimo rinunciò a tale investitura e il castello passò alla famiglia Rossi.
Nel 1464 Pier Maria II de' Rossi assegnò nel testamento numerose terre, tra cui Rivalta, a Ottaviano, che, pur risultando formalmente figlio di Bianca Pellegrini, sua amante, e del marito Melchiorre Arluno, in realtà era molto più probabilmente figlio naturale del conte. Tuttavia, Ottaviano premorì a Pier Maria, perciò i beni a lui destinati furono assegnati all'erede principale Guido.
Dopo la disastrosa guerra dei Rossi avviata agli inizi del 1482, il castello fu requisito da Ludovico il Moro, il quale nel 1484 lo restituì al Comune di Parma, che ne aveva fatto richiesta il 17 febbraio di quell'anno.
In seguito, il feudo di Rivalta, insieme a quello di Lesignano, fu assegnato ai conti Sforza di Santa Fiora; nel 1707 le terre furono ereditate con gli altri beni della stirpe dal duca di Onano Federico III Sforza, che dal 1673 aveva aggiunto al proprio il cognome della moglie Livia, dando origine alla famiglia Sforza Cesarini; la casata mantenne i diritti feudali sulla zona fino alla loro abolizione sancita da Napoleone per l'ex ducato di Parma e Piacenza nel 1805. Rivalta divenne inizialmente frazione del comune di Parma, ma l'anno successivo fu aggregata al costituendo comune di Lesignano, rinominato nel 1837 Lesignano de' Bagni.

## Monumenti e luoghi d'interesse

### Chiesa della Purificazione di Maria Vergine

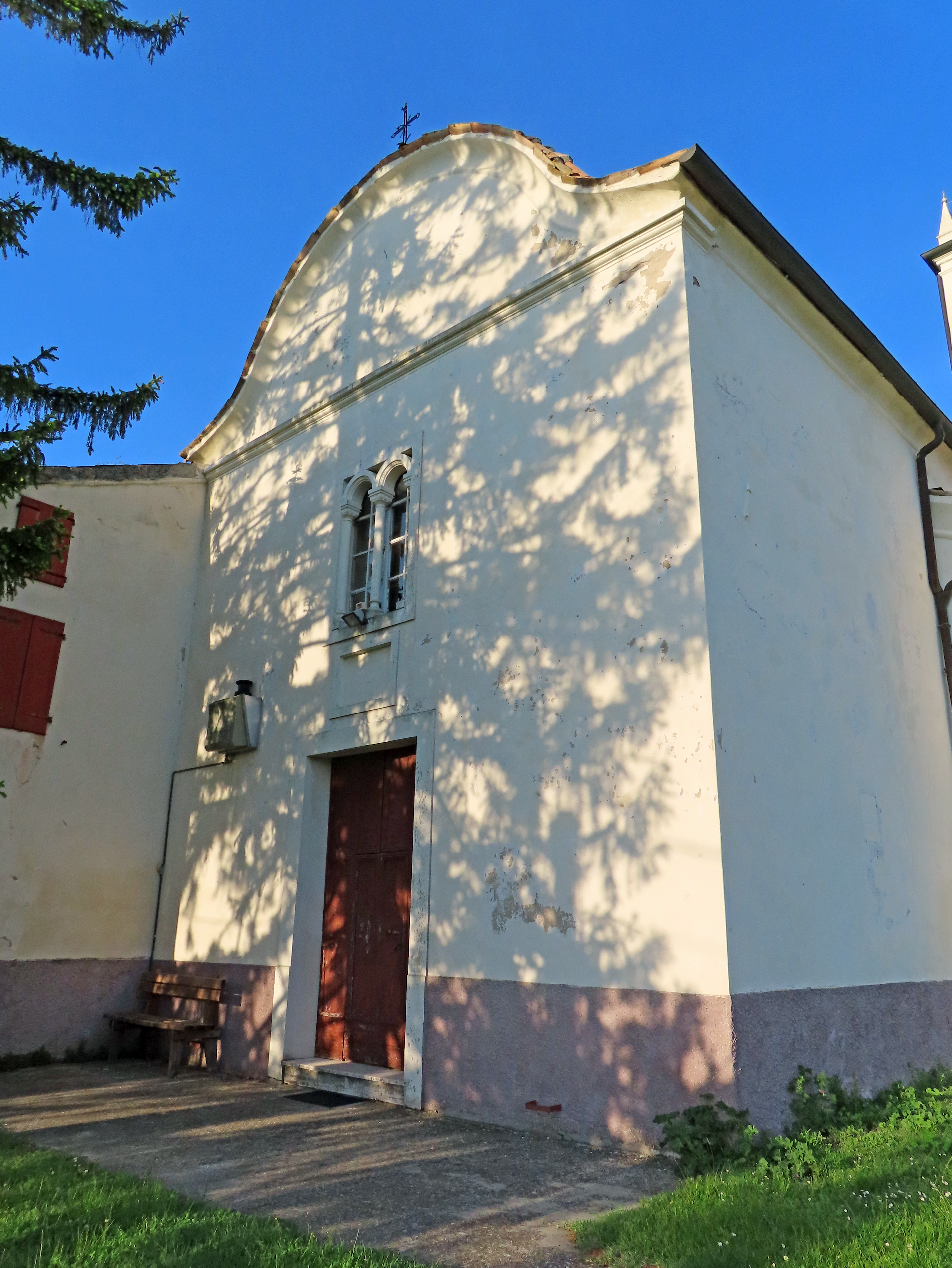
Chiesa della Purificazione di Maria Vergine

Menzionata per la prima volta nel 1230, la chiesa, modificata successivamente in stile barocco, fu parzialmente ristrutturata intorno al 1960; danneggiata dai terremoti del 1983 e del 2008, fu in entrambi i casi restaurata e rinforzata strutturalmente negli anni seguenti; l'edificio, sviluppato su un impianto a navata unica, è dotato di due cappelle laterali.

### Castello
Edificato per volere della Diocesi di Parma nella prima metà del XIV secolo, il castello nel 1335 pervenne ai conti Rossi; assegnato da Pier Maria II al figlio Guido, dopo la guerra dei Rossi del 1482 fu requisito da Ludovico il Moro, che nel 1484 lo restituì al Comune di Parma; assegnato successivamente ai conti Sforza di Santa Fiora ed ereditato nel 1707 dai marchesi Sforza Cesarini, cadde nel tempo nel totale abbandono, fino alla sua completa demolizione nel 1922 per ricavare il materiale necessario alla realizzazione della massicciata della strada comunale.

### Castello dell'Elfo
Costruito in epoca medievale quale avamposto fortificato del vicino castello, il maniero tra il 1997 e il 2003 fu completamente ristrutturato e trasformato in struttura ricettiva; al suo interno alcune sale conservano le antiche decorazione ad affresco.

### Parco dei Barboj

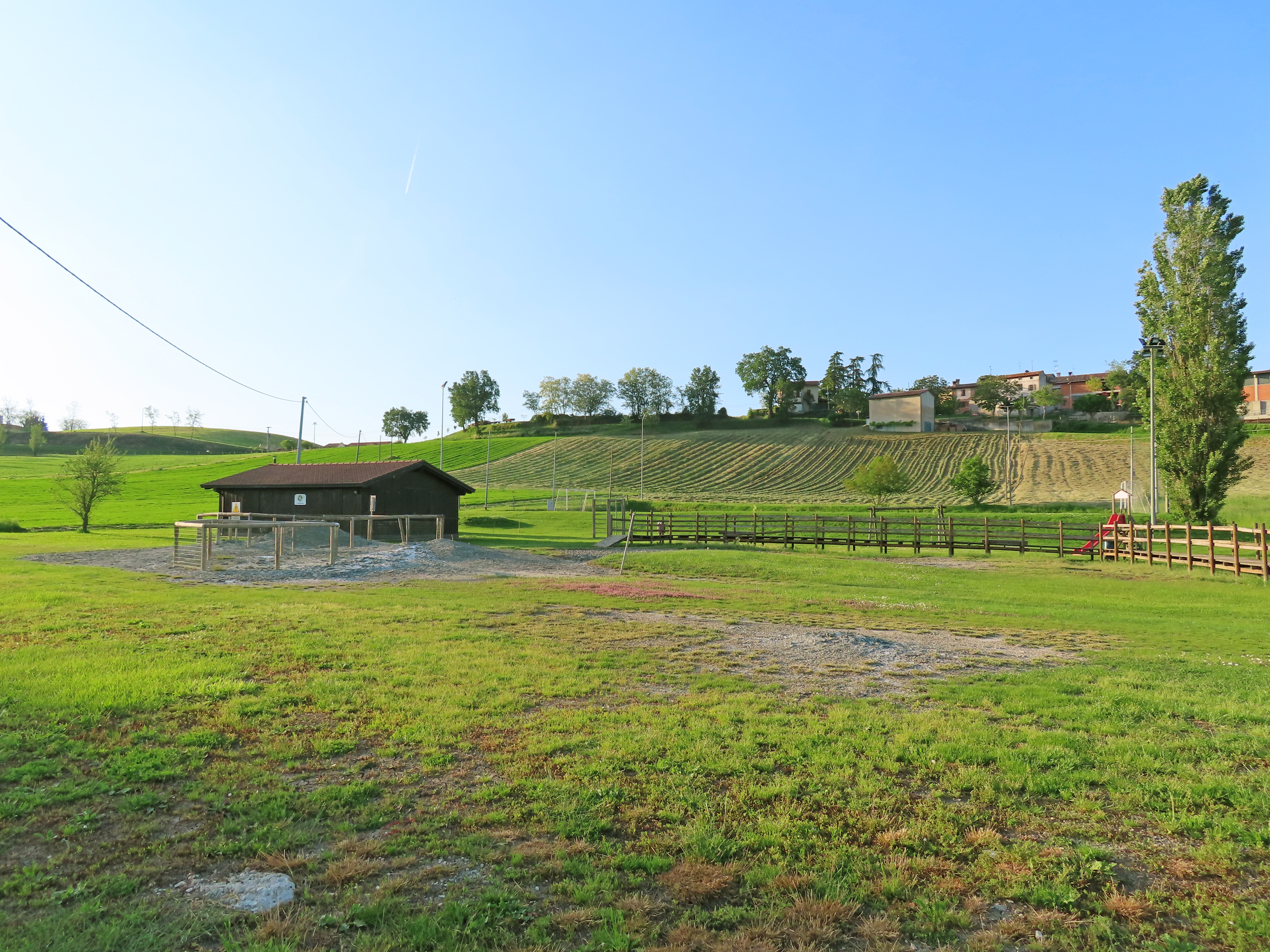
Area centrale del parco dei Barboj

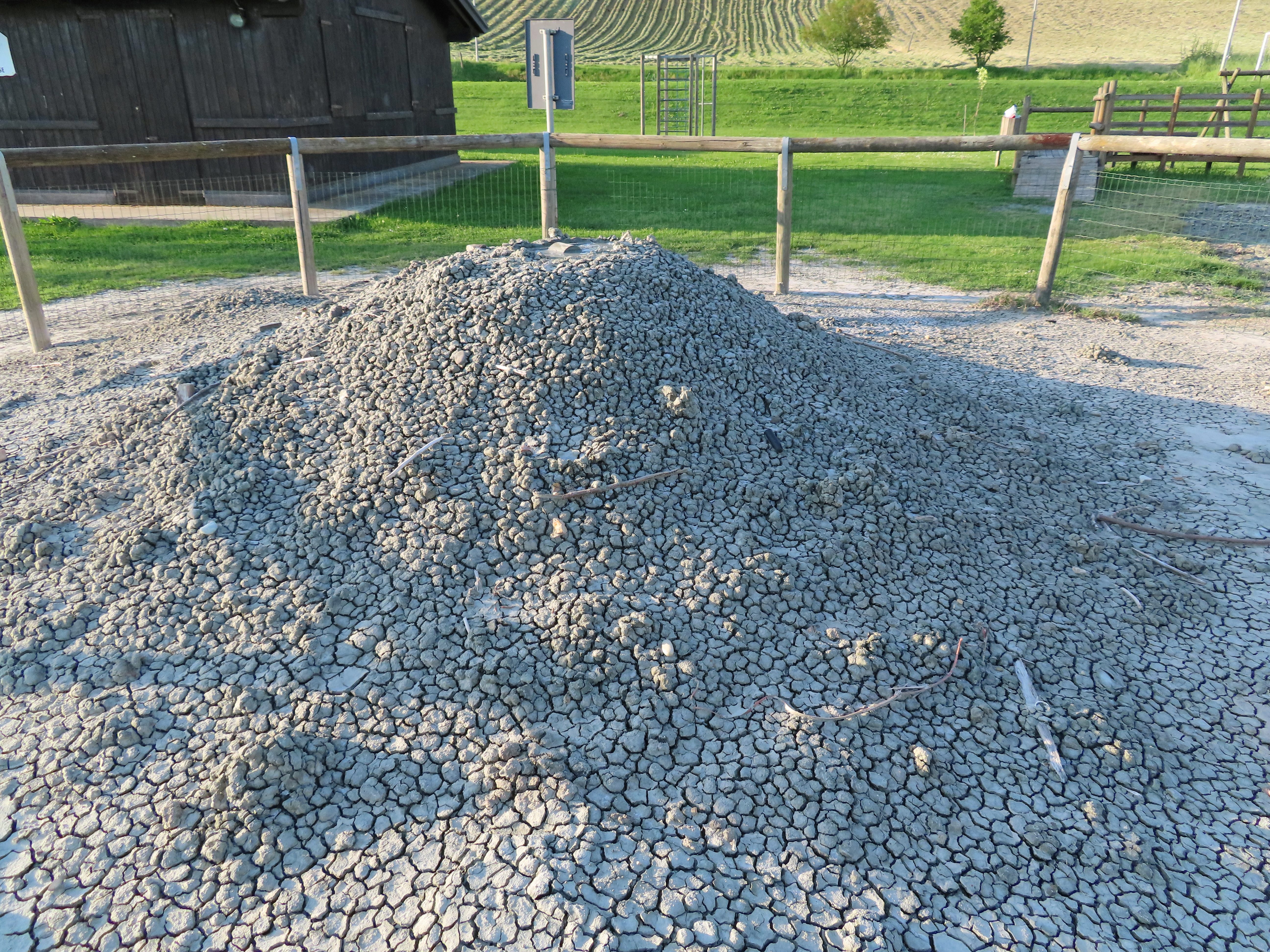
Uno dei vulcanelli nel parco dei Barboj

Collocato nei pressi del centro della frazione, il parco dei Barboj deve il suo nome ai borbottii che accompagnano l'emissione di gas metaniferi e fanghi dal sottosuolo attraverso numerosi piccoli vulcanelli alti fino a 1 m; queste manifestazioni geologiche, considerate le più importanti dell'Emilia occidentale, si estendono anche nella vicina località di Torre di Traversetolo, cui l'area è collegata attraverso alcuni sentieri segnalati; le salse sono caratterizzate dalla fuoriuscita dalle pozze sorgentifere di acque melmose salate, utilizzate fino al XIX secolo a scopo curativo, che confluiscono nel piccolo rio dei Barboj, affluente del torrente Termina.